# Золотая Озелла

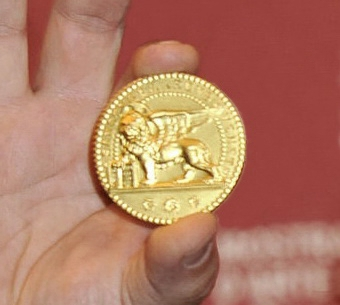
Приз «Золотая Озелла». Венецианский кинофестиваль

«Золотая Озелла» (итал. Premio Osella d’Oro) — награда, вручаемая на Венецианском кинофестивале.
Шестая по значимости награда после Золотого льва, Серебряного льва, Приза Большого жюри, Кубка Вольпи, Специального приза жюри.
Присуждается в различных категориях: за лучший оригинальный или адаптированный сценарий, за выдающийся технический вклад, операторскую работу, оригинальную музыку. Номинации на этот приз определяются индивидуально для каждого фестиваля.

## Лауреаты

#### За лучший оригинальный сценарий
- 1987 — Дэвид Мэмет, Джонатан Кац — «Дом игр» (США)
- 1988 — Педро Альмодовар — «Женщины на грани нервного срыва» (Испания)
- 1989 — Жюль Файфер — «Я хочу домой» (Франция)
- 1990 — Хелла Рюслинге — «Сироп» (Дания)
- 1991 — Суни Тарапоревала — «Миссисипская масала» (Великобритания, США)
- 1992—1993 — награда не вручалась
- 1994 — Кука Канальс, Бигас Луна, Хосеп Баргальо — «Титька и луна» (Испания, Франция)
- 1995 — награда не вручалась
- 1996 — Пас Алисия Гарсиядиего — «Кроваво-красный» (Мексика, Франция, Испания)
- 1997 — Анн Фонтен, Жиль Торан — «Сухая чистка» (Франция, Испания)
- 1998 — Эрик Ромер — «Осенняя сказка» (Франция)
- 1999—2004 — награда не вручалась
- 2005 — Джордж Клуни, Грант Хеслов — «Доброй ночи и удачи» (США, Франция, Великобритания, Япония)
- 2006 — Питер Морган — «Королева» (США, Франция, Великобритания, Италия)
- 2007 — Пол Лаверти — «Это свободный мир» (Великобритания, Италия, Германия, Испания, Польша)
- 2008 — Хаиль Герима — «Роса» (Эфиопия, Германия, Франция)
- 2009 — Тодд Солондз — «Жизнь во время войны» (США)
- 2010 — Алекс де ла Иглесиа — «Печальная баллада для трубы» (Испания, Франция)
- 2011 — Эфтимис Филиппу, Йоргос Лантимос — «Альпы» (Греция, США, Франция, Канада)
- 2012 — Оливье Ассайас — «Что-то в воздухе» (Франция)
- 2013 — Стив Куган, Джефф Поуп — «Филомена» (Великобритания, США, Франция)
- 2014 — Рахшан Бани-Этемад, Фарид Мостафави — «Сказки» (Иран)
- 2015 — Кристиан Венсан — «Горностай» (Франция)
- 2016 — Ной Оппенхайм — «Джеки» (Чили, Франция, США, Гонконг, Германия)
- 2017 — Мартин Макдонах — «Три билборда на границе Эббинга, Миссури» (Великобритания, США)
- 2018 — Братья Коэн — «Баллада Бастера Скраггса» (США)
- 2019 — Юньфань — «Вишнёвый переулок, 7» (Гонконг)
- с 2020 — награда не вручается

## Российские/советские/постсоветские лауреаты
- 1988 — Вадим Юсов — за работу оператора-постановщика — фильм «Чёрный монах»
- 2008 — Максим Дроздов и Алишер Хамидходжаев — за работу операторов-постановщиков — фильм «Бумажный солдат»
- 2010 — Михаил Кричман — за работу оператора-постановщика — фильм «Овсянки»